# Willem Dirk Henrik van Asbeck
Willem Dirk Henrik baron van Asbeck (Noordwijk-Binnen, 30 juli 1858 - Den Haag, 17 mei 1935) was een Nederlands marineofficier, bestuurder en diplomaat. Van 1911 tot 1916 was hij gouverneur van Suriname.

## Biografie
Van Asbeck werd in 1858 geboren in Noordwijk-Binnen en was een telg uit het adellijke geslacht Van Asbeck, zelf droeg hij de erfelijke titel baron. In 1877 ging hij naar de marine als adelborst. In 1883 vocht hij in de Atjehoorlog. In 1884 nam hij deel aan de Noordoostelijke Doorvaart met de Willem Barendsz. In 1889 werd zijn zoon Frederik Mari geboren. In 1905 werd hij gepromoveerd tot kapitein-ter-zee. In 1911 verliet hij de marine, en met de titulaire titel van schout-bij-nacht.
Op 11 augustus 1911 werd van Asbeck benoemd tot gouverneur van Suriname. Hij kwam in Suriname aan tijdens een moeilijke periode. Voor de balata- (rubber) en bacove-industrie was een moeilijke tijd aangebroken, hetgeen een economische crisis veroorzaakte. Er waren tevens meningsverschillen met de Koloniale Staten enerzijds en de Minister van Koloniën anderzijds. In november 1916 werd van Asbeck vervangen, en keerde naar Nederland terug.
Van Asbeck werd president van het regentschap van het weeshuis te Haarlem, en president van het Museum van Kunstnijverheid. In 1922 werd hij benoemd tot Nederlands ambassadeur in Mexico. Het volgende jaar werd hij tevens geaccrediteerd voor Guatemala. In 1927 werd hij benoemd als ambassadeur in Spanje, en heeft tot 1 november 1931 gediend.
Van Asbeck overleed op 17 mei 1935 te Den Haag op 76-jarige leeftijd.

## Onderscheidingen
- Ridder in de Orde van de Nederlandse Leeuw[9]
- Officier in de Orde van Oranje-Nassau[9]

- Biografisch Portaal: 46216543
- Parlement.com: vh6m2towgtxk